# Kaliurip (Purwojati)
Kaliurip is een bestuurslaag in het regentschap Banyumas van de provincie Midden-Java, Indonesië. Kaliurip telt 1641 inwoners (volkstelling 2010).